# Nissan Stadium (Nashville)
Das Nissan Stadium ist ein American-Football-Stadion in der US-amerikanischen Stadt Nashville, Hauptstadt des Bundesstaates Tennessee. Es bietet momentan 69.143 Besuchern Platz, u. a. in 175 Luxus-Suiten und auf 12.000 Clubsitzen. Das von HOK Sport entworfene Stadion besitzt drei Tribünenebenen. Der untere Rang verläuft komplett um das Spielfeld. Der mittlere sowie der obere Rang sind an den Endzonen offen. Hier sind die Videoleinwände aufgestellt. Die Kosten der am Ufer des Cumberland River liegenden Anlage von 290 Mio. US-Dollar verteilten sich zu 70,9 Prozent auf öffentliche Mittel. Die restlichen 29,1 Prozent wurden privat beigesteuert.

## Geschichte
Das Franchise der Tennessee Titans aus der National Football League (NFL) trägt hier seit 1999 seine Partien aus und löste das Vanderbilt Stadium als deren Heimstätte ab. Die College-Football-Mannschaft der Tennessee State Tigers (Ohio Valley Conference) nutzte von 1999 bis 2011 das Stadion als alleinige Heimspielstätte. 2012 kehrte man in das renovierte Hale Stadium zurück. Heute teilen die Tigers die Heimspiele auf die beiden Stadien auf.
Von 1999 bis 2002 hieß das Stadion Adelphia Coliseum. Anschließend besaß es bis 2006 keinen Sponsornamen und hieß daher schlicht The Coliseum. Ab 2006 trug es den Namen LP Field, nach dem Unternehmen Louisiana Pacific.
Im Juni 2015 wurde der nordamerikanische Ableger des japanischen Automobilherstellers Nissan, Nissan North America, Namensgeber der Spielstätte. Der Vertrag hat eine Laufzeit von 20 Jahren. Statt der bisher drei Millionen US-Dollar jährlich, zahlt Nissan 10 Millionen US-Dollar pro Jahr.
Zwei Mal war das Frauenfußballturnier SheBelieves Cup (2016 und 2019) in Nashville zu Gast.
Von 2020 bis 2022 trug das neue Franchise Nashville SC aus der Major League Soccer (MLS) seine Heimspiele im Nissan Stadium aus. Anfang Mai 2022 erfolgt der Umzug in den neuerbauten Geodis Park.
Das Nissan Stadium war ein Kandidat für die Fußball-Weltmeisterschaft 2026. Die Spielstätten stand auf einer Liste von 24 Bewerbern, wurde schlussendlich aber nicht als Austragungsstätte für das Turnier ausgewählt.

### Geplanter Neubau
Die Stadt Nashville hat sich im Pachtvertrag von 1996 verpflichtet, den Tennessee Titans innerhalb der Vereinbarung bis 2039 ein „erstklassiges“ Stadion zur Verfügung zu stellen. Dies würde Nashville, nach Angaben des unabhängigen Beratungsunternehmens Venue Solutions Group, für Renovierung und Instandhaltung der restlichen 17 Jahre zwischen 1,75 und 1,95 Mrd. US-Dollar kosten. Daraufhin konzentrierte man sich auf die Errichtung einer neuen Heimat für die Titans. Nach monatelangen Verhandlungen wurde Mitte Oktober 2022 die Einigung von Nashvilles Bürgermeister John Cooper und den Tennessee Titans für einen Stadionneubau erzielt. Das überdachte Stadion, ähnlich dem Allegiant Stadium der Las Vegas Raiders, soll bis zu 2,2 Mrd. US-Dollar (rund 2,25 Mrd. Euro) kosten, rund 60.000 Plätze bieten und 2026 oder 2027 fertiggestellt werden. Der Pachtvertrag für den Neubau soll eine Laufzeit von 30 Jahren haben. Es soll auf der Parkplatzfläche, direkt östlich neben dem Nissan Stadium, entstehen. Der Neubau ist Teil der Entwicklungsstrategie der Stadt Nashville für den Bereich East Bank, in dem das Stadion liegt.

## Galerie

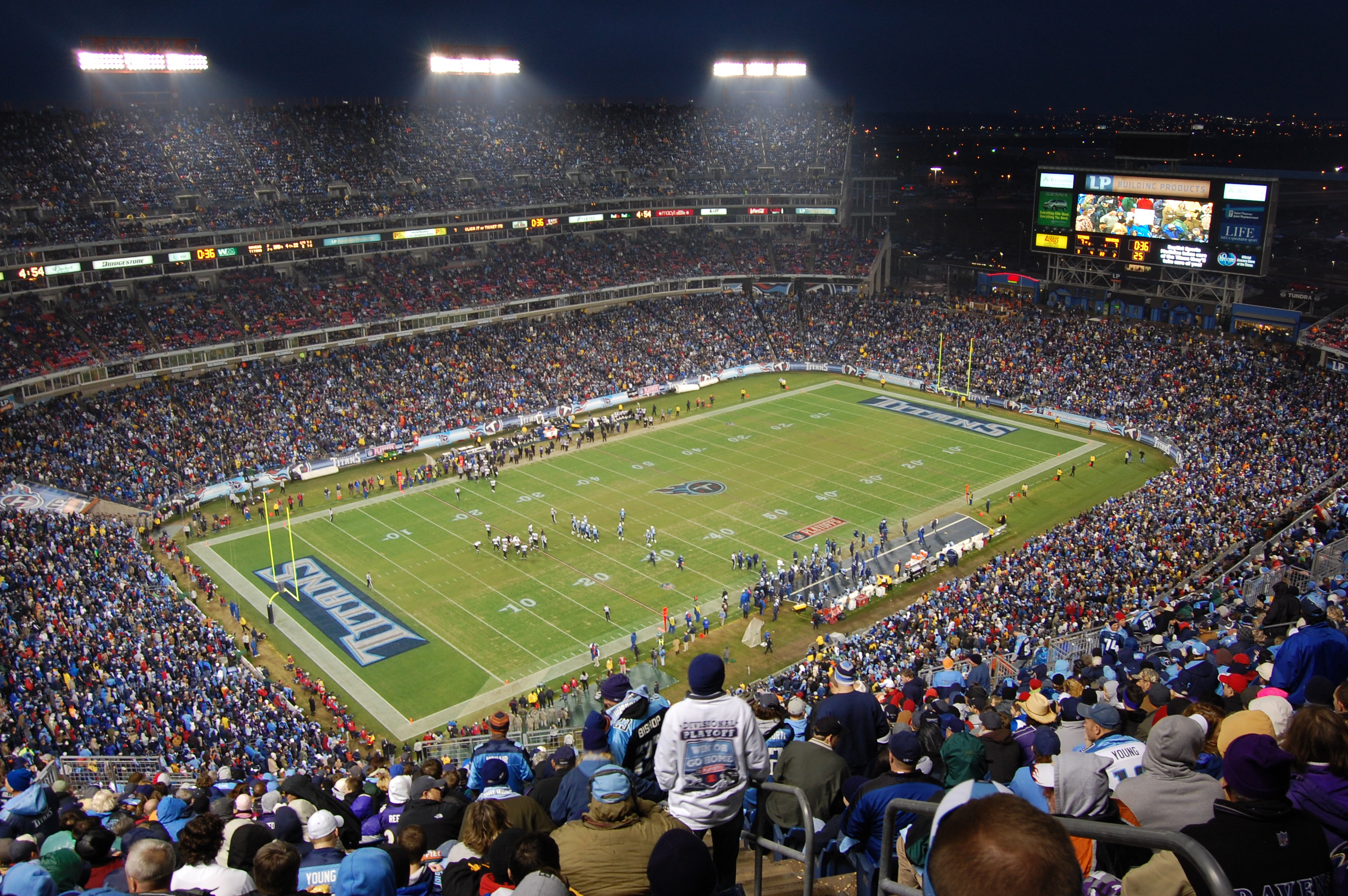
Spiel der Titans im Januar 2009